# Villers-sur-Fère
Villers-sur-Fère è un comune francese di 488 abitanti situato nel dipartimento dell'Aisne della regione dell'Alta Francia.

## Società

### Evoluzione demografica
Abitanti censiti